# جبل تدغين
جبل تِدغين (بالأمازيغية: تیدیغین) هو جبل مغربي، وأعلى جبل في سلسلة جبال الريف شمال المغرب، حيث يبلغ ارتفاعه 2456 متر عن سطح البحر. تختاله منطقة طبيعية وسياحية خلابة. ساكنة المنطقة معروفة بالكرم والجود وحسن الضيافة،. تسكن المنطقة قبيلة بني سدات كتامة. ينتمي جبل تدغين إداريا لجماعة عبد الغاية والسواحل بإقليم الحسيمة.

## مراجع

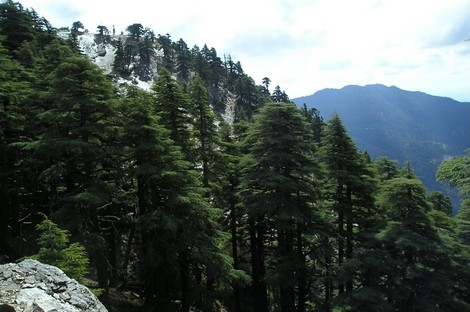